# Буабид, Маати
Моха́ммед Маа́ти Буаби́д (араб. لمعطي بوعبيداني‎; 11 ноября 1927, Касабланка, Марокко — 1 ноября 1996, Рабат, Марокко) — марокканский политик, премьер-министр страны в 1979–1983 годах.

## Биография
Получил юридическое образование в Университете Бордо, окончил аспирантуру в области частного права.
С 1956 года занимал должность прокурора окружного суда Танжера, с 1957 года – прокурора апелляционного суда Танжера. Затем перешёл в адвокатуру. Защищал многих политических заключенных, обвинённых в заговорах против безопасности государства, в частности, в ходе судебных процессов над членами профсоюзов. Пять раз избирался президентом коллегии адвокатов Касабланки и трижды – президентом Ассоциации адвокатов Марокко. Он также был генеральным секретарем Союза адвокатов Магриба и президентом Союза арабских юристов в 1960-х годах.
Участвовал в политической жизни с 1940-х годов. Был одним из лидеров Национального союза народных сил (UNFP. создан в 1959 году после раскола в партии «Истикляль»), близким соратником М. Бен Барки. Состоял в партии до её роспуска в 1977 году.
В 1958 – министр занятости и социальных дел в правительстве А. Ибрагима), был мэром Касабланки (с 1960). Член парламента с 1963, принадлежал к оппозиции. В 1968–1970 – министр труда и социальных вопросов, в 1977–1981 и 1981–1983 – министр юстиции, в 1979–1983 – премьер-министр, в 1983–1985 – государственный министр.
В 1991 году был назначен королём Хасаном II руководителем комиссии по расследованию беспорядков, имевших место в конце 1990 года в Фесе.
Постепенно из лево-социалистических его взгляды трансформировались в право-либеральные. В 1983 году основал Партию конституционного союза и был её лидером до своей смерти в ноябре 1996 года. На выборах в сентябре 1984 года партия заняла 1-е место (24,8 % голосов и 83 из 305 мест в парламенте), на выборах в июне 1993 – 3-е место (12,8 % и 54 места из 333), на выборах в ноябре 1997 – 5-е место (10,2 % и 50 места из 325).
Был президентом футбольного клуба "Раджа" в 1966–1968 годах.
Был награждён орденом «Зелёного марша» (1976). В его честь названы бульвар в Касабланке и школа в Рабате.